# Parigné-le-Pôlin
Parigné-le-Pôlin ist eine französische Gemeinde mit 1.038 Einwohnern (Stand: 1. Januar 2022) im Département Sarthe in der Region Pays de la Loire. Sie gehört zum Arrondissement La Flèche und zum Kanton La Suze-sur-Sarthe. Die Einwohner werden Parignéens genannt.

## Geographie
Parigné-le-Pôlin liegt etwa 15 Kilometer südsüdwestlich von Le Mans. Umgeben wird Parigné-le-Pôlin von den Nachbargemeinden Guécélard im Norden und Nordosten, Yvré-le-Pôlin im Osten und Südosten, Cérans-Foulletourte im Süden und Westen sowie Roëzé-sur-Sarthe im Nordwesten.

## Bevölkerungsentwicklung
| Jahr                      | 1962 | 1968 | 1975 | 1982 | 1990 | 1999 | 2006 | 2013 |
| Einwohner                 | 520  | 494  | 469  | 686  | 816  | 899  | 1019 | 1094 |
| Quelle: Cassini und INSEE |      |      |      |      |      |      |      |      |

## Sehenswürdigkeiten
- Dolmen Pierre couverte, seit 1982 Monument historique
- Kirche Saint-Pierre
- Schloss Les Perrais aus dem 17./18. Jahrhundert, Monument historique
- Schloss Montertreau, 1844 erbaut, seit 2011 Monument historique

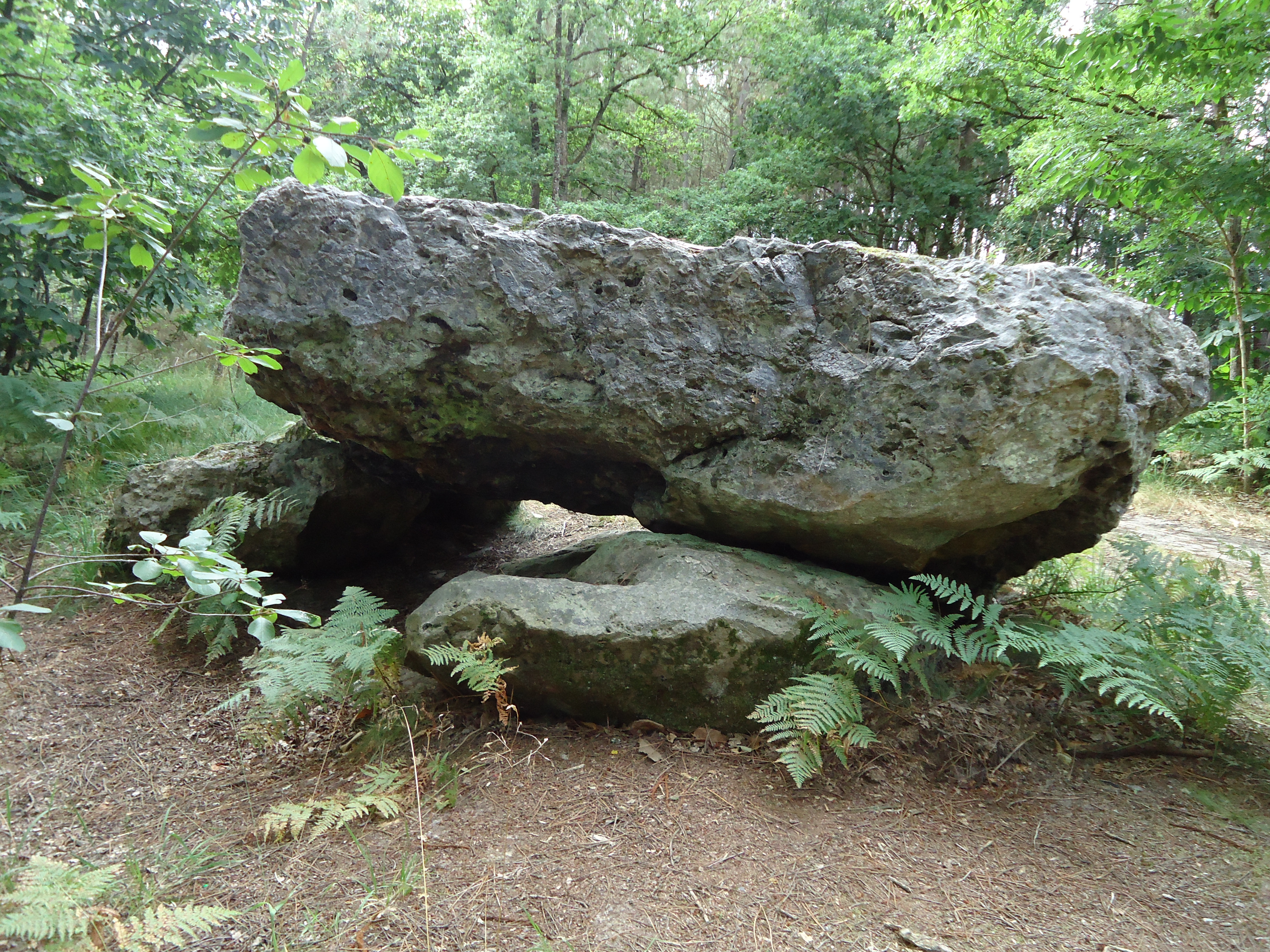
Dolmen Pierre couverte
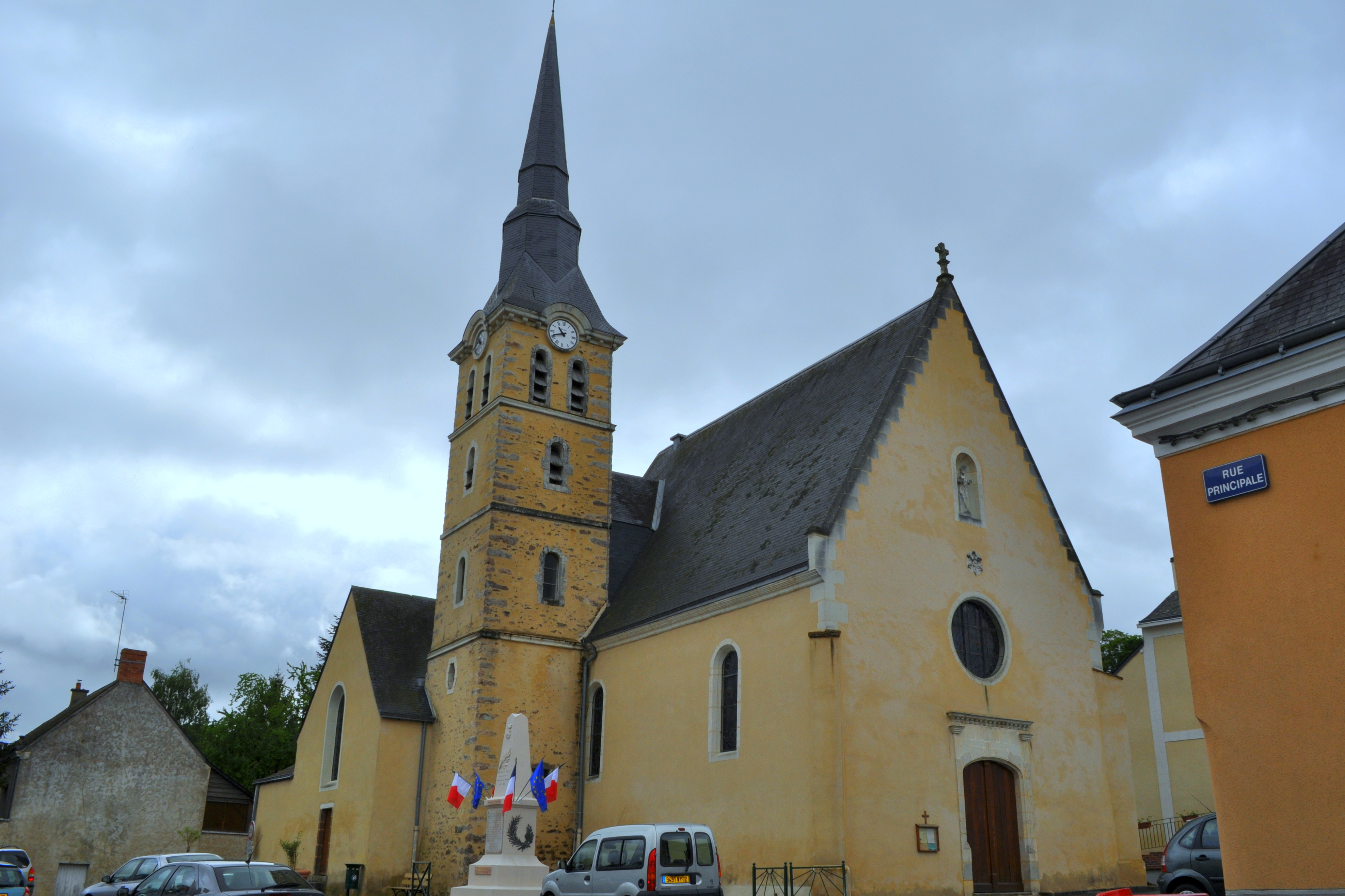
Kirche Saint-Pierre
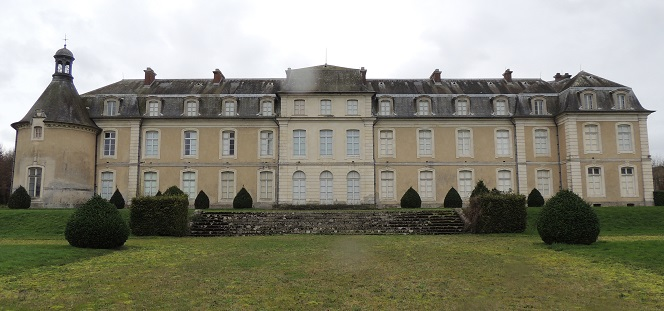
Schloss Les Perrais
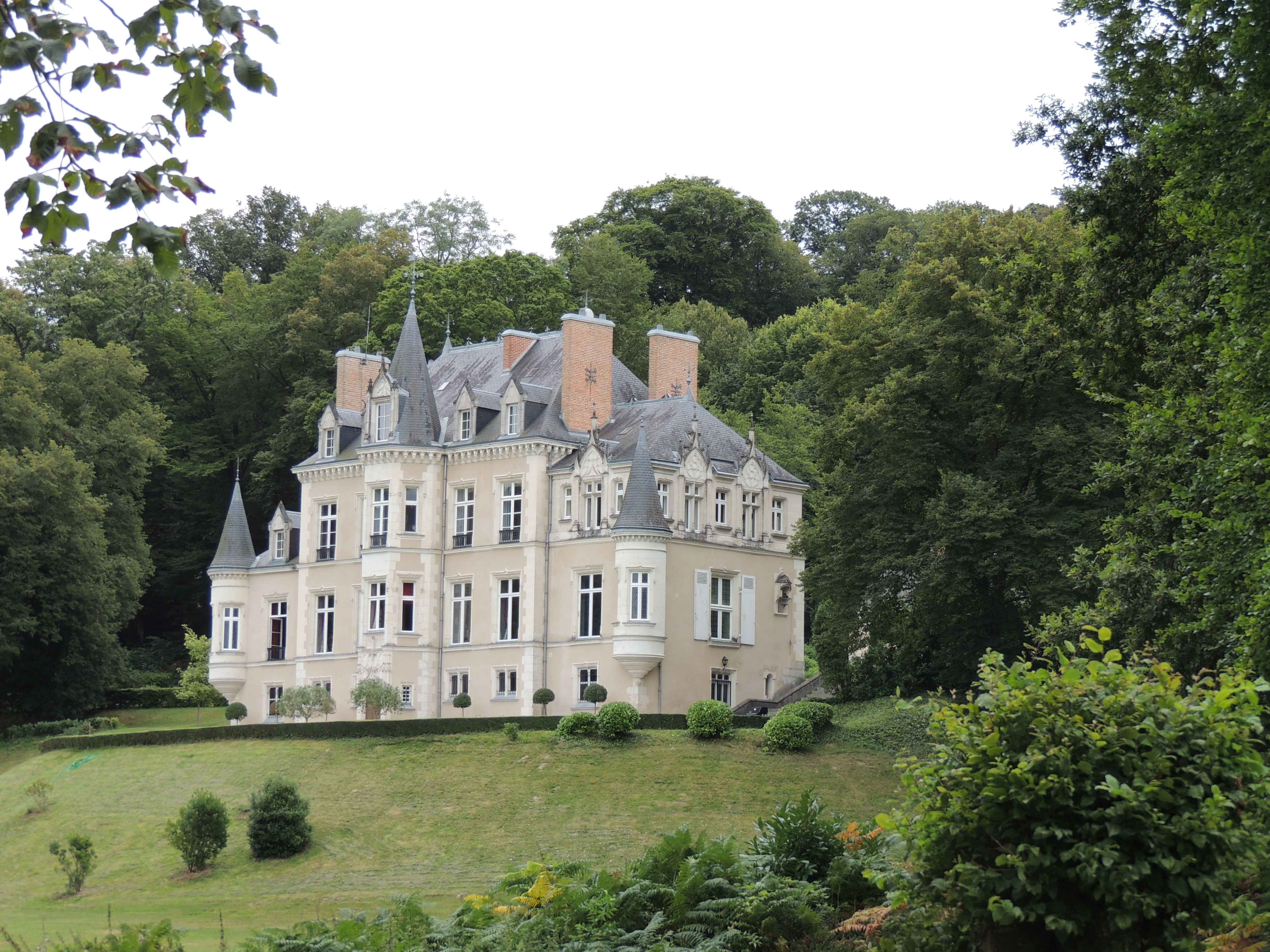
Schloss Montertreau